# Långforsen (vattenkraftverk)
Långforsen är ett av Sveriges äldsta vattenkraftverk, beläget i Långan nära Landön i Offerdals socken, Krokoms kommun, Jämtland. Kraftverkets maskinella utrustning var från 1918. Anläggningen revs 2024. (63°31'08"N 14°22'35"E)  
Långfors var tidigare ett järnbruk som hörde till samma bruksbolag som Åflohammar och Rönnöfors bruk. Järn seglades på pråmar från Rönnöfors till Långforsen över den långa Landösjön. I Långfors fanns en smedja och en spikhammare, där spik och de s.k. Janne-yxorna tillverkades. Produkter från Offerdalsbruken i Åflohammar, Rönnöfors och Långfors såldes över hela Jämtland och delar av Norge. Transporterna till Norge gick med häst över skogar och Kallsjön mot Anjan och norska gränsen för vidare transport till Levanger och Trondheim. 